# JETCO

Das Logo des Unternehmens

JETCO (chinesisch 銀通) ist mit fast 1600 Geldautomaten die größte Bargeldbezugskarte in Hongkong und Macau. Der vollständige Name des Netzwerks lautet Joint Electronic Teller Services Limited (chinesisch 銀聯通寶有限公司).
Das JETCO-System wurde im Jahre 1982 von der Bank of China (Hong Kong), in Zusammenarbeit mit der Bank of East Asia, der Chekiang First Bank, der Shanghai Commercial Bank und der Wing Lung Bank, gegründet. Heute arbeiten außer der HSBC und der Hang Seng Bank alle Banken in Hongkong mit diesem System.
Das JETCO-Netzwerk ist direkt mit dem Netzwerk von UnionPay in Festlandchina verbunden. Somit konnte bis zum 1. Januar 2006 auch in China an UnionPay-Geldautomaten der Renminbi abgehoben werden. UnionPay-Kunden konnten ebenfalls den Hongkong-Dollar an JETCO-Automaten abheben. Dieser Service wurde aufgehoben, da die beiden Unternehmen nichts mehr vereinbarten. 